# La Pochota, Oaxaca
La Pochota är en ort i Mexiko.   Den ligger i kommunen San Pedro Ixcatlán och delstaten Oaxaca, i den sydöstra delen av landet, 300 km sydost om huvudstaden Mexico City. La Pochota ligger 72 meter över havet och antalet invånare är 305.
Terrängen runt La Pochota är varierad. Runt La Pochota är det ganska tätbefolkat, med 86 invånare per kvadratkilometer. Närmaste större samhälle är Isla Soyaltepec, 9,2 km öster om La Pochota. I omgivningarna runt La Pochota växer i huvudsak städsegrön lövskog.